# سام موريس
سام موريس (بالإنجليزية: Sam Morris)‏ (1 فبراير 1886 في المملكة المتحدة - 1 ديسمبر 1969 ببادنغتون في المملكة المتحدة) هو لاعب كرة قدم بريطاني (وحمل سابقاً جنسية المملكة المتحدة لبريطانيا العظمى وأيرلندا) في مركز نصف الجناح. لعب مع أستون فيلا وبرمنغهام سيتي وكوينز بارك رينجرز ونادي بريستول روفيرز ونادي برينتفورد وماديستون يونايتد ‏.

## وصلات خارجية
- سام موريس على موقع قاعدة بيانات كرة القدم.إي يو (الإنجليزية)